# جامعة السند
جامعة السند (بالأردوية: جامعہ سندھ)‏ (بالسندية: سنڌ يونيورسٽي)‏ هي جامعة بحثية عامة في مدينة جامشورو التعليمية، السند، باكستان بالقرب من مدينة حيدر أباد. تعتبر واحدة من أقدم الجامعات في باكستان وتم اعتمادها من قبل المنظمة الدولية للمعايير في عام 2015. تقع الجامعة على مساحة 2300 فدان (أو 13 كيلومتر مربع) على سفوح التلال.
تأسست الجامعة عام 1947 في كراتشي، وتم نقلها إلى حيدر أباد في عام 1951 حيث بدأت تعمل كجامعة تعليمية كاملة. ترتبط الجامعة بأربع كليات قانون وكليات أخرى مختلفة. تشتهر جامعة السند بأبحاثها في الأدب والعلوم الطبيعية والفلسفة. الجامعة عضو في رابطة جامعات الكومنولث في المملكة المتحدة.

## التاريخ
بعد استقلال باكستان في عام 1947، كانت الجامعة الوحيدة العاملة في الدولة المؤسسة حديثًا هي جامعة البنجاب، التي خدمت الأجزاء المتقدمة من مقاطعة البنجاب. كانت مقاطعة السند تحت الاختصاص الأكاديمي لجامعة بومباي، التي أصبحت جزءًا من الهند.
لذلك كانت هناك حاجة إلى مركز أكاديمي رسمي للسند وبموجب القانون الدستوري رقم 27، تم تمرير قرار من قبل الجمعية التشريعية الإقليمية التي أسست الجامعة الجديدة في كراتشي، عاصمة باكستان في ذلك الوقت. تمت مراجعة القانون لاحقًا في عام 1961 وعدة مرات أخرى في السنوات القادمة. سمحت مراجعة عام 1972 بمزيد من الاستقلالية والتمثيل لأعضاء هيئة التدريس التي تتمتع بها الجامعة حاليًا.
منذ الاستقلال في عام 1947 حتى عام 1955، تم إعلان حيدر أباد عاصمة للسند وتم نقل عمليات الجامعة من كراتشي إلى حيدر أباد في عام 1951، حيث بدأت رسميًا في العمل كمؤسسة تعليمية تسعى جاهدة للوفاء بميثاقها ومهمتها لنشر المعرفة.
كان القسم الأول الذي تم إنشاؤه في الجامعة هو قسم التعليم، ثم أعيدت تسميته لاحقًا بكلية التربية. أُضيفت أقسام العلوم الأساسية، بالإضافة إلى أقسام العلوم الإنسانية والاجتماعية الأخرى، في منتصف الخمسينيات من القرن الماضي. مع النمو التقسيمي المفاجئ للهيكل التنظيمي للجامعة، كان الحرم الجامعي مجهزًا بشكل أفضل. تم إنشاء حرم جامعي جديد في عام 1955 في جامشورو، على بعد 15 كم من حيدر أباد، على الضفة اليمنى لنهر السند. تم تسمية هذا الحرم الجامعي الجديد على اسم العلامة إمداد علي إمام علي قاضي، نائب رئيس الجامعة السابق، تقديراً لإرثه كعالم محترم. قبل أن يتم اختيار جامشورو لإنشاء جامعة السند، كانت مقفرة ومتفرقة ولكنها كانت تعتبر أكثر ملاءمة من حيدر أباد، التي كانت تفتقر إلى المساحة الكافية لتلبية برامج التوسع الطموحة بالجامعة.

## الحياة الدراسية

### الحرم الجامعي

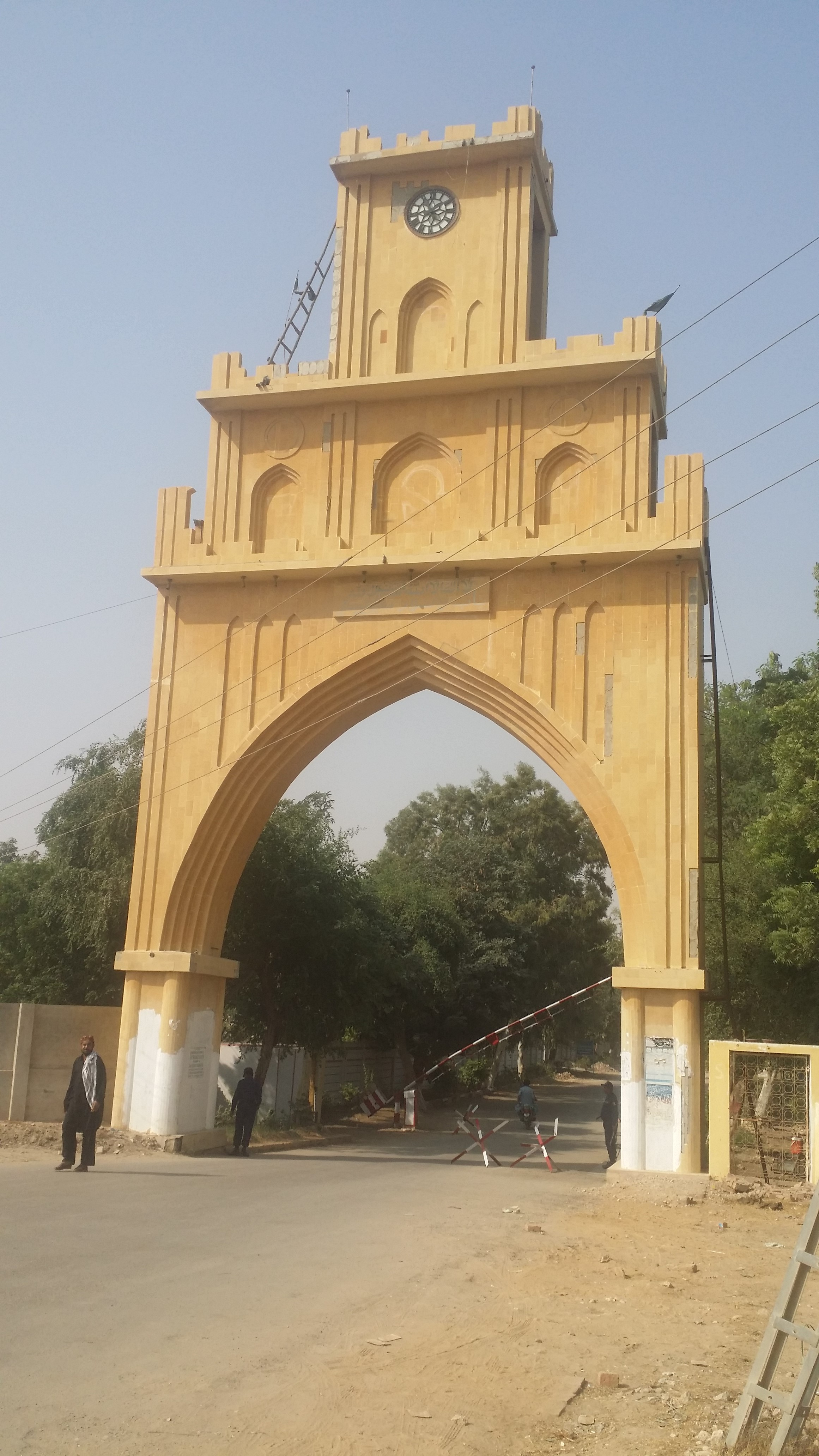
بوابة جامعة السند

يوجد بالجامعة حرمين جامعيين (1 و 2) وسبعة فروع أخرى.
- حرم كازي الجامعي في جامشورو
- حرم إلسا كازي الجامعي في حيدر أباد
- حرم لار في بادين
- حرم ميربورخاس
- حرم لاركانا الجامعي
- حرم الشهيد دادو
- حرم ناوشاهرو فيروز الجامعي
- جامعة الصوفية والعلوم الحديثة بهيت شاه الحرم الجامعي
- حرم ثاتا الجامعي

### البحث والتعاون
أقامت الجامعة روابط مع الجامعات الرائدة التالية في المملكة المتحدة لتعزيز البحث وتشجيع تطوير أعضاء هيئة التدريس.
- جامعة دورهام
- جامعة مانشستر
- جامعة ساسكس
- جامعة إسكس
- جامعة ليستر
- جامعة نوتنغهام

### التدريس والشهادات العلمية
تقدم الكليات الأكاديمية بالجامعة دورات تتوج بدرجة البكالوريوس، ودرجات الماجستير في الدراسات العليا وتقدم إرشادات بحثية لبرامج الماجستير والدكتوراه. يتم التدريس والبحث في كليات العلوم الطبيعية والعلوم الاجتماعية والفنون والتعليم والدراسات الإسلامية والتجارة وإدارة الأعمال من قبل الجامعة مباشرة.
يرأس كل كلية عميد يعينه نائب رئيس الجامعة لمدة ثلاث سنوات. تقدم الأقسام والمعاهد والمراكز التعليمية بالجامعة برامج تبلغ ذروتها في درجة البكالوريوس لمدة أربع سنوات في التخصصات العامة والأساسية في إطار دراسات الآداب والعلوم الإنسانية، بينما يتم تقديم درجة البكالوريوس لمدة أربع سنوات في كلية العلوم الطبيعية. تم تحديد الدرجات وفقًا لذلك تشير إلى مختلف التخصصات، على سبيل المثال، لعلوم الكمبيوتر، وبكالوريوس العلوم وبكالوريوس تكنولوجيا المعلومات، إلخ.
عادة ما تكون برامج درجة الماجستير أكثر من عام واحد بعد درجة البكالوريوس وأكثر من عامين بعد درجات البكالوريوس الأخرى. يتم إجراء البرامج الأخيرة من خلال الكليات التابعة تحت اختصاص الجامعة. يتم التدريس في كلية الحقوق من خلال كليات الحقوق المهنية المنتسبة.
تم تقديم برامج الشهادات مع الفصول المسائية في عام 2002 وتشمل دورات درجة الماجستير في اللغة الإنجليزية وتخصصات تكنولوجيا المعلومات مثل التجارة الإلكترونية وتكنولوجيا الوسائط المتعددة. تقدم العديد من أقسام التدريس دبلوم دراسات عليا لمدة عام بالإضافة إلى شهادات قصيرة الأجل. تقدم بعض كليات الدرجات العلمية في القطاع الخاص التابعة للجامعة برامج البكالوريوس والماجستير لمدة ثلاث سنوات.

## خريجون بارزون
- نظام الدين شامزي، عالم مسلم، من أهل الباكستان.
- مير هزار خان كهوسو، شغل منصب القائم بأعمال رئيس الوزراء الباكستاني من 25 مارس 2013 إلى 5 يونيو 2013.
- مصطفى قريشي، ممثل باكستاني، ولد في 23 أبريل 1940 في باكستان.
- محمد عمر شابرا، أستاذ جامعي سعودي.
- غويلرمو دي فيغا، سياسي فلبيني، ولد في 1 فبراير 1931.
- عبد الماجد برغري، مؤسس الحوسبة باللغة السندية.
- راجه برويز أشرف، سياسي باكستاني، ورئيس وزراء الباكستان من 22 يونيو 2012 حتى 16 مارس 2013.
- افتخار أحمد شودري، قاضي باكستاني شغل منصب رئيس المحكمة العليا الباكستانية.
- أمين فهيم، هو سياسي يساري وشاعر باكستاني.